# 利特爾布朗寧 (蒙大拿州)
利特爾布朗寧（英語：Little Browning）是位於美國蒙大拿州冰川縣的普查規定居民點。

## 人口
根據2020年美國人口普查的數據，利特爾布朗寧的面積為1.94平方千米，當中陸地面積為1.88平方千米，而水域面積為0.06平方千米。當地共有人口218人，而人口密度為每平方千米112.37人。